# شهرستان ریگان (تگزاس)
شهرستان ریگان، تگزاس (به انگلیسی: Reagan County, Texas) یک سکونتگاه مسکونی در ایالات متحده آمریکا است که در تگزاس واقع شده‌است.

## خصوصیات
شهرستان ریگان ۳٬۰۴۵٫۸۴ کیلومترمربع مساحت دارد.